# Sint-Mariaburg (przystanek kolejowy)
Sint-Mariaburg (nid: Station Sint-Mariaburg) – przystanek kolejowy w Antwerpii, w dzielnicy Ekeren, w prowincji Antwerpia, w Belgii. Znajduje się na linii Antwerpia - Rotterdam. 

## Linie kolejowe
- Linia 12 Antwerpia – Lage Zwaluwe

## Połączenia
W tygodniu
| Typ pociągu | Trasa                            | Harmonogram       |
| ----------- | -------------------------------- | ----------------- |
| L           | Puurs - Antwerpia - Roosendaal   | 1x/h (w tygodniu) |
| L           | Lokeren - Antwerpia - Roosendaal | 1x h (weekendy)   |